# Henryk Nowak (inżynier)
Henryk Nowak (ur. 1952) – polski inżynier budownictwa. Absolwent z 1977 Politechniki Wrocławskiej. Od 2013 profesor na Wydziale Budownictwa Lądowego i Wodnego Politechniki Wrocławskiej.